# NGC 6212
NGC 6212 је галаксија у сазвежђу Херкул која се налази на NGC листи објеката дубоког неба.
Деклинација објекта је + 39° 48' 26" а ректасцензија 16h 43m 23,2s. Привидна величина (магнитуда) објекта NGC 6212 износи 14,2 а фотографска магнитуда 15,2. NGC 6212 је још познат и под ознакама MCG 7-34-142, CGCG 224-96, PGC 58840.